# Junonia villida
Junonia villida är en fjärilsart som beskrevs av Fabricius 1787. Junonia villida ingår i släktet Junonia och familjen praktfjärilar. Inga underarter finns listade i Catalogue of Life.

## Bildgalleri

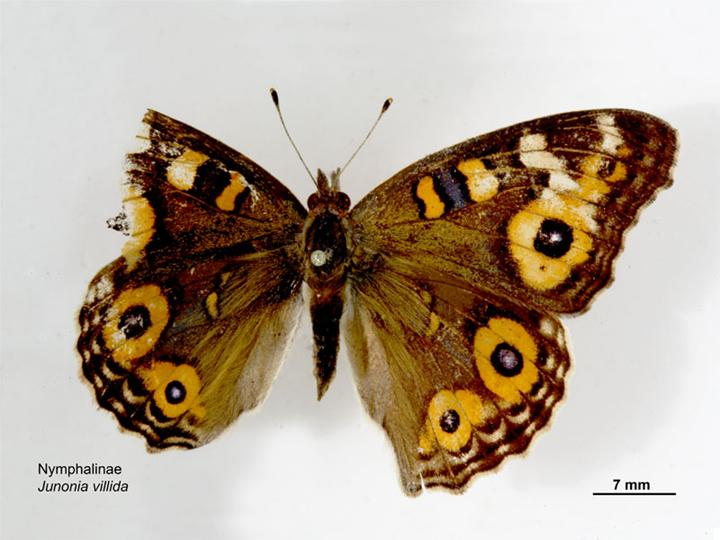
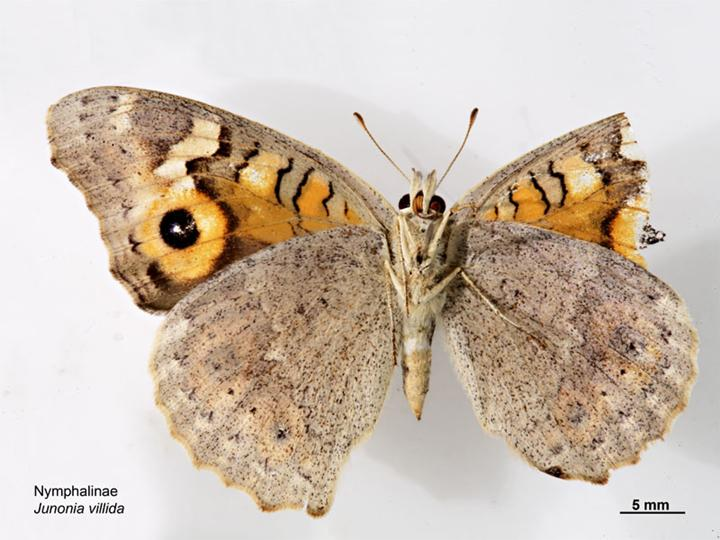
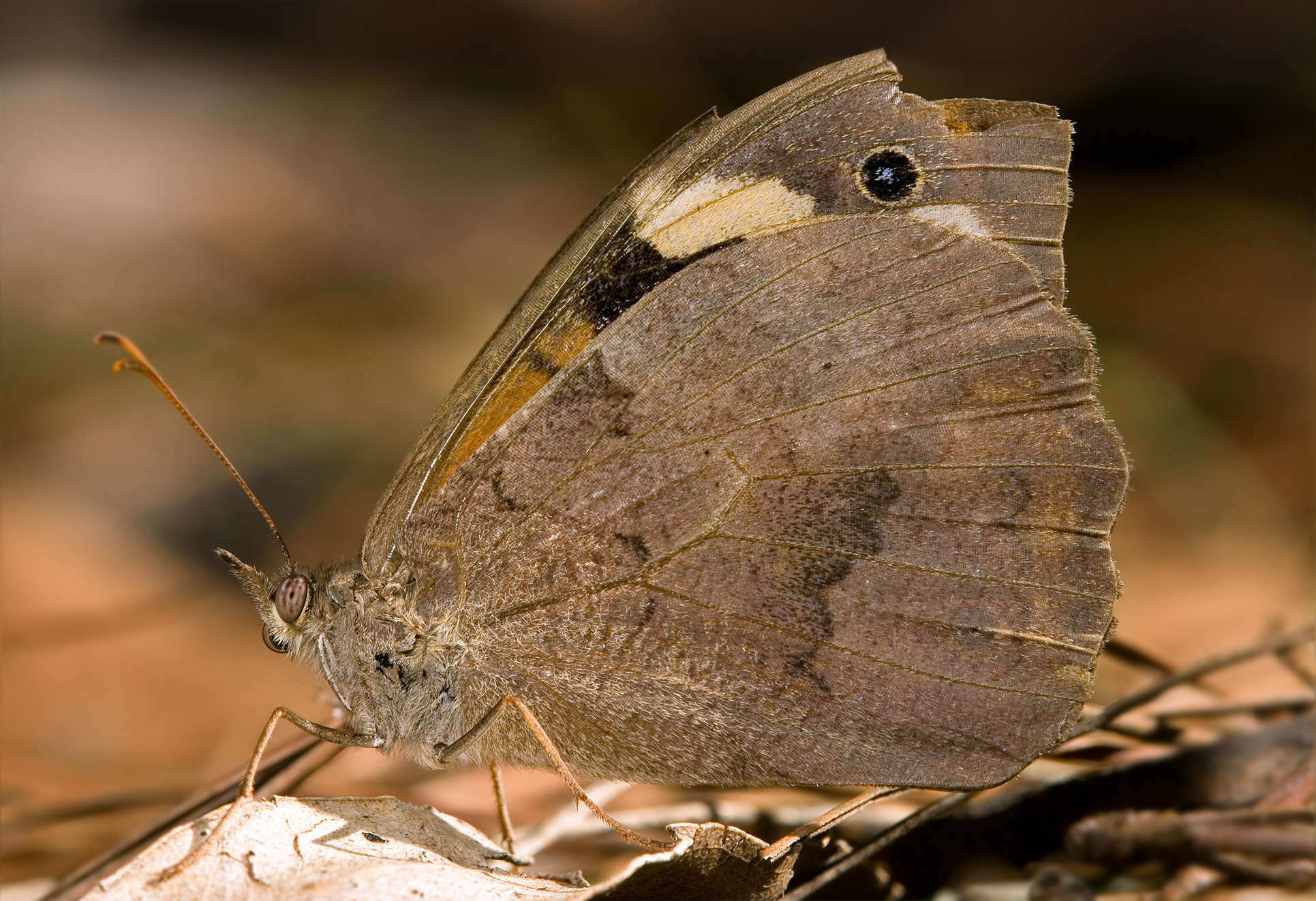
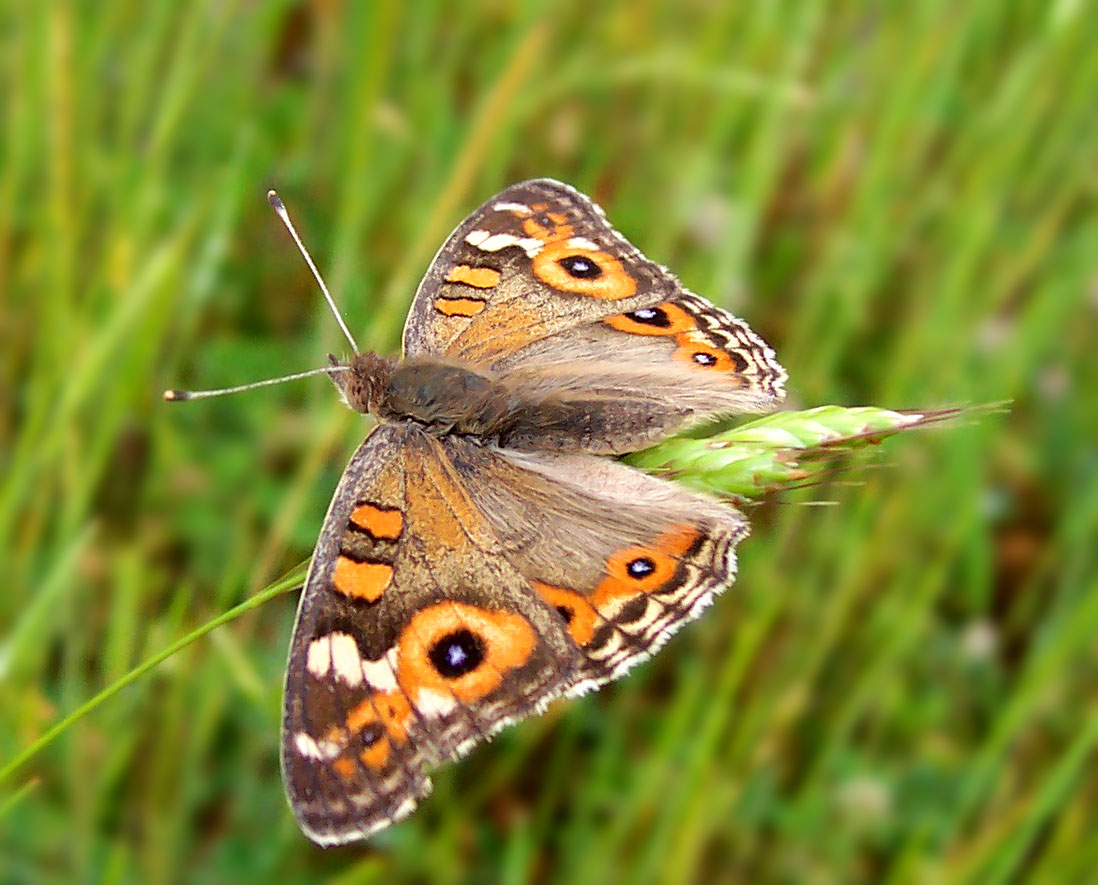
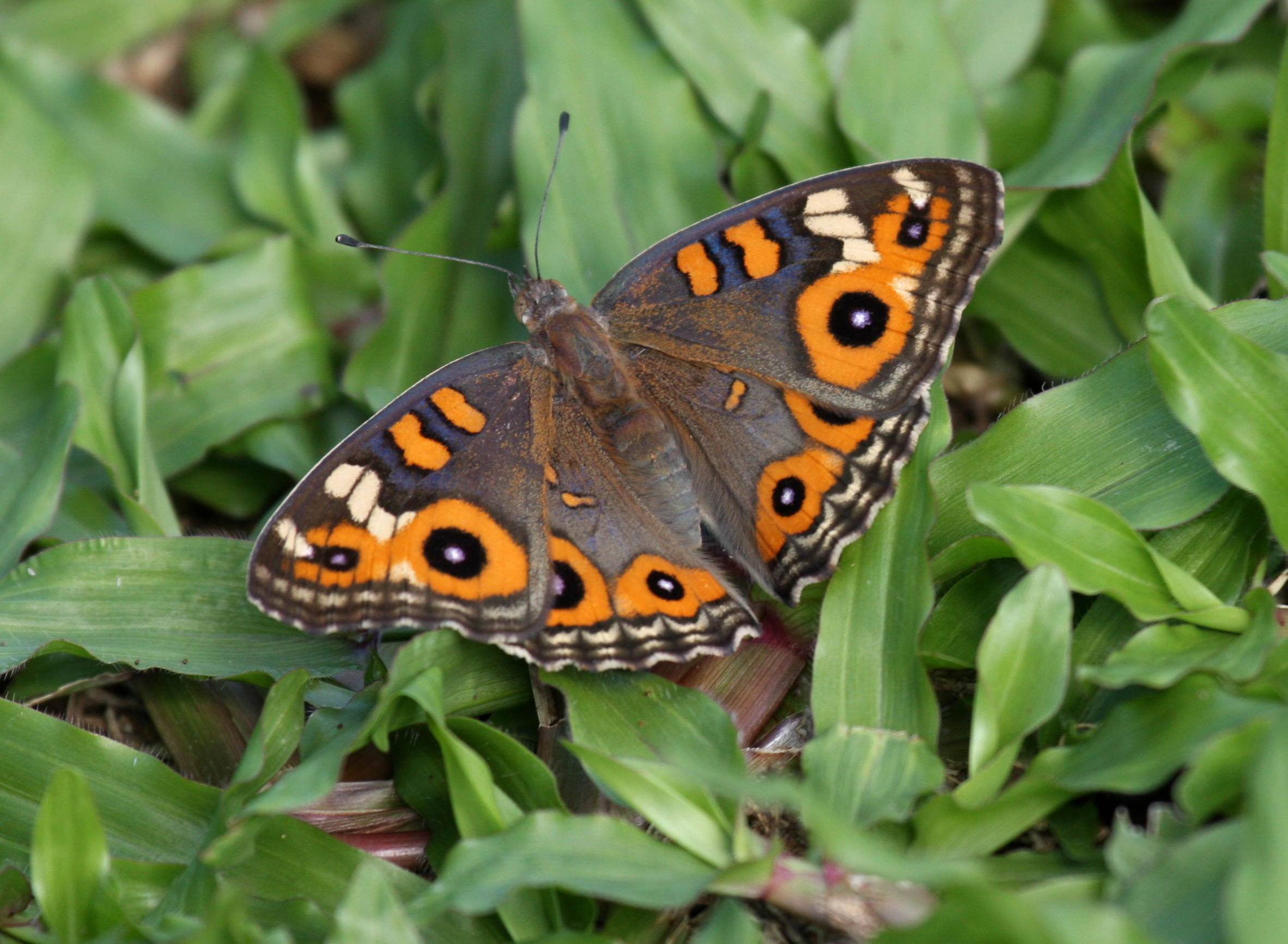
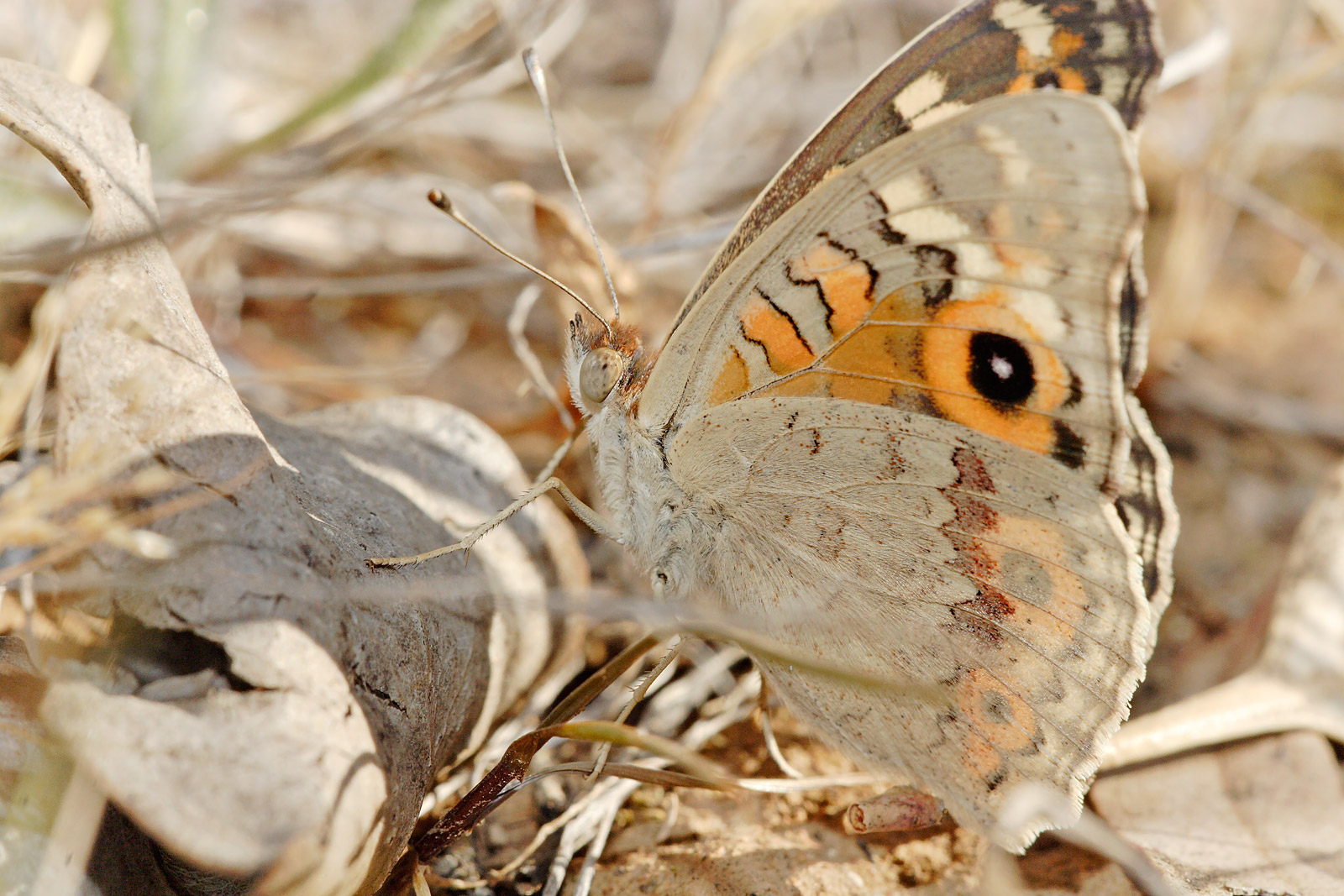